# Woulo
Woulo est un village du département et la commune rurale de Nasséré, situé dans la province du Bam et la région du Centre-Nord, au Burkina Faso.

## Géographie

### Démographie
En 2012, la population du village n'a pas été estimée à la suite de sa séparation du village de Béguemdéré au sein du département et la commune rurale de Nasséré,,.

## Histoire
Lors des élections locales de 2012, le village de Woulo a été administrativement détaché de celui de Béguemdéré au sein du département et la commune rurale de Nasséré.